# Adriano Cario
Adriano Cario (né le 17 mai 1972 à Montevideo, en Uruguay) est un homme politique italien, membre de l'Unione Sudamericana Emigrati Italiani, élu sénateur en 2018,.

## Biographie
Adriano Cario, résidant à Buenos Aires, est le directeur du journal L'eco dell'Italia et le président de l'« Associazione Centro Calabrese de Buenos Aires ».
Lors des élections générales de 2018, il a été élu au Sénat de la République, dans la circonscription "ESTERO B" (Amérique du Sud) sur les listes de l'Union sud-américaine des émigrés italiens (USEI), en vertu de 21800 préférences personnelles.
Le 3 mai 2018, il quitte l’USEI pour devenir membre du Mouvement associatif des Italiens à l'étranger (MAIE).
En décembre 2019, il fait partie des 64 signataires pour le référendum sur la suppression des parlementaires.
Après avoir fait partie de plusieurs composantes du groupe mixte, le 27 janvier 2021, Cario participe à la formation d'Europeisti-Maie-Centro Democratico au Sénat, un groupe de 10 députés mixtes de différents horizons (MAIE, CD, Autonomie, ex-M5S, ex-PD, ex-FI), qui se dissout le 29 mars suivant.
En octobre 2021, la commission des élections et des immunités parlementaires a approuvé à l'unanimité la proposition de déclarer l'élection du sénateur Cario contestée en raison d'une fraude électorale présumée dans les bulletins de vote et le scrutin. Le parquet de Rome a ordonné une expertise des bulletins de vote. L'expert en calligraphie a précisé qu'"en examinant 125 bulletins d'une section et 100 d'une autre, on ne constate pas de mains différentes pour chaque bulletin, mais plutôt la présence de groupes de bulletins attribuables à la même main".
Le 2 décembre 2021, la chambre du Sénat a voté, à bulletin secret, un ordre du jour demandant la non-validation de l'élection de Cario en raison de faux votes; le vote s'est soldé par 132 voix pour, 126 contre et 6 abstentions et, en conséquence, Adriano Cario a été déchu de son statut de sénateur à cette date.